# Chaeropus ecaudatus
O bandicoot-pés-de-porco(a) (Chaeropus ecaudatus) era um marsupial da família Chaeropodidae, encontrado nas regiões áridas do interior da Austrália. O último exemplar foi coletado em 1907 nas redondezas do Lago Eire, Austrália do Sul. Registros não confirmados foram feitos até a década de 1920 por moradores locais e aborígenes.
Segundo a taxonomia de McKenna e Bell (1997), a Chaeropodidae era considerada uma subfamília da Peramelidae. Análises moleculares (Westerman et al. 1999, 2001) não mantiveram este arranjo, e indicaram que o Chaeropus é o grupo-irmão de todos os outros Peramelemorphia, e portanto pertencia a uma família própria.